# Daria Gavrilova
Daria Gavrilova (oroszul: Дарья Алексеевна Гаврилова), (férje utáni neve Daria Saville) (Moszkva, 1994. március 5. –) orosz születésű ausztrál teniszezőnő, korábbi ifjúsági világelső, ifjúsági olimpiai bajnok, egyéniben junior US Open-győztes, párosban junior Roland Garros-győztes, olimpikon.
2008-ban kezdte profi pályafutását, amelynek során egy egyéni és három páros WTA-tornagyőzelmet aratott, emellett öt egyéni és két páros ITF-torna győztese. A Grand Slam-tornákon a legjobb eredményét egyéniben a 2016-os és a 2017-es Australian Openen érte el, amelyeken a 4. körig jutott. Párosban a 3. kör a legjobb eredménye, amelyet a 2016-os wimbledoni teniszbajnokságon, a 2017-es Roland Garroson, valamint a 2017-es US Openen ért el.
Junior pályafutása során kétszer játszott egyéni döntőt Grand Slam-tornán. 2009-ben a Roland Garroson alulmaradt Kristina Mladenoviccal szemben, 2010-ben megnyerte a US Opent, miután a döntőben legyőzte Julija Putyincevát. Párosban a 2012-es Roland Garroson győzött, miután Irina Hromacsovával párban legyőzték a paraguayi Montserrat González és a brazil Betriz Haddad Maia párost.
Legjobb világranglista helyezése egyéniben a 2017. augusztus 28-án elért 20. hely, párosban a 2017. szeptember 25-én elért 45. helyezés. A kombinált junior világranglistán 2010. augusztus 23-án az 1. helyen állt.
A 2010-es ifjúsági olimpiai játékokon a lány egyéni versenyen Oroszország színeiben aranyérmet szerzett, miután a döntőben 2–6, 6–2, 6–0 arányban győzött a kínai Cseng Szaj-szaj ellen. A 2016-os riói olimpián már Ausztrália színeiben vett részt a női egyes és a női páros versenyeken.
2015 végéig Oroszország színeiben, a Grand Slam-tornákon a 2014-es US Opentől kezdve, a többi tornán 2016-tól ausztrál állampolgárként versenyez.

## Junior Grand Slam-döntői

### Lány egyéni (1−1)
| Eredmény | Év   | Bajnokság     | Borítás | Ellenfél            | Eredmény |
| Döntős   | 2009 | Roland Garros | Salak   | Kristina Mladenovic | 3–6, 2–6 |
| Győztes  | 2010 | US Open       | Kemény  | Julija Putyinceva   | 6–3, 6–2 |

### Lány páros (1−0)
| Eredmény | Év   | Bajnokság     | Borítás | Partner          | Ellenfél                                | Eredmény        |
| Győztes  | 2012 | Roland Garros | Salak   | Irina Hromacsova | Montserrat González Beatriz Haddad Maia | 4–6, 6–4 [10–8] |

## WTA döntői

### Egyéni

#### Győzelmei (1)
| Összesítés           |                        |
| Grand Slam-torna (0) |                        |
| Tier I (0)           | Premier Mandatory* (0) |
| Tier II (0)          | Premier Five* (0)      |
| Tier III (0)         | Premier* (1)           |
| Tier IV (0)          | International* (0)     |
| Tier V (0)           | Challenger* (0)        |

* 2009-től megváltozott a tornák rendszere. Challenger tornákat 2012-től rendeznek.
 Az egymás mellett azonos színnel jelölt tornatípusok között nincs teljes mértékű megfelelés.
|    | Dátum               | torna                       | Borítás | Ellenfél a döntőben | Döntő eredménye |
| 1. | 2017. augusztus 26. | Connecticut Open, New Haven | Kemény  | Dominika Cibulková  | 4–6, 6–3, 6–4   |

#### Elveszített döntői (3)
|    | Dátum             | torna                                    | Borítás    | Ellenfél a döntőben         | Döntő eredménye  |
| 1. | 2016. október 22. | Kreml Kupa, Moszkva                      | Kemény (f) | Szvetlana Kuznyecova        | 2–6, 1–6         |
| 2. | 2017. május 27.   | Internationaux de Strasbourg, Strasbourg | Salak      | Samantha Stosur             | 7–5, 4–6, 3–6    |
| 3. | 2017. október 15. | Hong Kong Open, Hongkong                 | Kemény     | Anasztaszija Pavljucsenkova | 7-5, 3-6, 6-7(3) |

### Páros

#### Győzelmei (3)
| Összesítés            |                              |
| Grand Slam-torna (0)  |                              |
| Premier Mandatory (0) | WTA 1000 (kötelező)* (0)     |
| Premier Five (0)      | WTA 1000 (nem kötelező)* (0) |
| Premier (0)           | WTA 500* (0)                 |
| International (2)     | WTA 250* (1)                 |

*2021-től megváltozott a tornák kategóriáinak elnevezése.
| No. | Dátum            | torna                                                   | Borítás | Partner                  | Ellenfél                         | Eredmény         |
| --- | ---------------- | ------------------------------------------------------- | ------- | ------------------------ | -------------------------------- | ---------------- |
| 1.  | 2015. július 26. | Istanbul Cup, Isztambul, Törökország                    | Kemény  | Elina Szvitolina         | Çağla Büyükakçay Jelena Janković | 5–7, 6–1, [10–4] |
| 2.  | 2019. május 25.  | Internationaux de Strasbourg, Strasbourg, Franciaország | Salak   | Ellen Perez              | Tuan Jing-jing Han Hszin-jün     | 6–4, 6–3         |
| 3.  | 2022. május      | Internationaux de Strasbourg, Strasbourg, Franciaország | Salak   | Nicole Melichar-Martinez | Lucie Hradecká Szánija Mirza     | 5–7, 7–5, [10–6] |

#### Elveszített döntői (2)
| No. | Dátum                | torna                                | Borítás    | Partner          | Ellenfél                                   | Eredmény         |
| --- | -------------------- | ------------------------------------ | ---------- | ---------------- | ------------------------------------------ | ---------------- |
| 1.  | 2016. október 21.    | Kreml Kupa, Moszkva, Oroszország     | Kemény (f) | Darja Kaszatkina | Andrea Hlaváčková Lucie Hradecká           | 6–4, 0–6, [7−10] |
| 2.  | 2017. szeptember 24. | Toray Pan Pacific Open, Tokió, Japán | Kemény     | Darja Kaszatkina | Andreja Klepač María José Martínez Sánchez | 3–6, 2–6         |

## ITF döntői

### Egyéni (5–2)
| WTA 125 torna       |
| $100,000 torna      |
| $75,000 torna       |
| $50,000 torna (3−0) |
| $25,000 torna (1−2) |
| $10,000 torna (1−0) |

| Eredmény | No. | Dátum             | Torna                  | Borítás | Ellenfél             | Eredmény      |
| -------- | --- | ----------------- | ---------------------- | ------- | -------------------- | ------------- |
| Döntős   | 1.  | 2011. március 27. | Moszkva, Oroszország   | Kemény  | Ljudmila Kicsenok    | 2–6, 0–6      |
| Győztes  | 1.  | 2011. április 17. | Antalya, Törökország   | Kemény  | Kszenyija Likina     | 6–4, 4–6, 6–2 |
| Döntős   | 2.  | 2012. május 14.   | Moszkva, Oroszország   | Salak   | Margarita Gaszparjan | 6–4, 4–6, 6–7 |
| Győztes  | 2.  | 2014. október 11. | Bangkok, Thaiföld      | Kemény  | Sabina Sharipova     | 7–6, 6–3      |
| Győztes  | 3.  | 2015. február 7.  | Burnie, Ausztrália     | Kemény  | Irina Falconi        | 7–5, 7–5      |
| Győztes  | 4.  | 2015. február 15. | Launceston, Ausztrália | Kemény  | Tereza Mrdeža        | 6–1, 6–2      |
| Győztes  | 5.  | 2024. november    | Gold Coast, Ausztrália | Kemény  | Lizette Cabrera      | 7–5, 7–6(3)   |

### Páros (2–1)
| $100,000 torna (0–0) |
| $75,000 torna (0–0)  |
| $50,000 torna (1–0)  |
| $25,000 torna (1–1)  |
| $10,000 torna (0–0)  |

| Eredmény | No. | Dátum             | Torna                        | Borítás | Partner          | Ellenfél                         | Eredmény |
| -------- | --- | ----------------- | ---------------------------- | ------- | ---------------- | -------------------------------- | -------- |
| Győztes  | 1.  | 2012. április 30. | Chiasso, Svájc               | Salak   | Irina Hromacsova | Conny Perrin Maša Zec-Peškirič   | 6–0, 7–6 |
| Győztes  | 2.  | 2014. július 7.   | Sacramento, Egyesült Államok | Kemény  | Storm Sanders    | Maria Sanchez Zoe Gwen Scandalis | 6–2, 6–1 |
| Döntős   | 1.  | 2014. október 11. | Bangkok, Thaiföld            | Kemény  | Irina Hromacsova | Liu Csang Lu Csia-csing          | 4–6, 3–6 |

## Eredményei Grand Slam-tornákon

### Egyéniben
| Grand Slam | Australian Open | Australian Open   | Roland Garros  | Roland Garros     | Wimbledon      | Wimbledon          | US Open        | US Open         |
| Év         | Eredmény        | Utolsó ellenfél   | Eredmény       | Utolsó ellenfél   | Eredmény       | Utolsó ellenfél    | Eredmény       | Utolsó ellenfél |
| 2011       | −               | −                 | −              | −                 | −              | −                  | Selejtező (Q1) | Selejtező (Q1)  |
| 2012       | −               | −                 | −              | −                 | −              | −                  | −              | −               |
| 2013       | 2. kör          | Leszja Curenko    | Selejtező (Q3) | Selejtező (Q3)    | Selejtező (Q1) | Selejtező (Q1)     | Selejtező (Q2) | Selejtező (Q2)  |
| 2014       | −               | −                 | −              | −                 | −              | −                  | Selejtező (Q2) | Selejtező (Q2)  |
| 2015       | 1. kör          | Kiki Bertens      | 2. kör         | Sabine Lisicki    | 1. kör         | I C Begu           | 1. kör         | D Kaszatkina    |
| 2016       | 4. kör          | C Suárez Navarro  | 1. kör         | M Duque Mariño    | 2. kör         | Dominika Cibulková | 1. kör         | Lucie Šafářová  |
| 2017       | 4. kör          | Karolína Plíšková | 1. kör         | Elise Mertens     | 1. kör         | Petra Martić       | 2. kör         | Shelby Rogers   |
| 2018       | 2. kör          | Elise Mertens     | 3. kör         | Elise Mertens     | 3. kör         | A Szasznovics      | 2. kör         | V Azaranka      |
| 2019       | 1. kör          | Tamara Zidanšek   | 1. kör         | Aleksandra Krunić | 1. kör         | Elina Szvitolina   | 1. kör         | Fiona Ferro     |
| 2020       | −               | −                 | 2. kör         | Eugenie Bouchard  | elmaradt       | elmaradt           | −              | −               |
| 2021       | 2. kör          | Ashleigh Barty    | −              | −                 | −              | −                  | −              | −               |
| 2022       | 1. kör          | Rebecca Peterson  | 3. kör         | Martina Trevisan  | 1. kör         | Viktorija Tomova   | 1. kör         | E-G Ruse        |
| 2023       | −               | −                 | −              | −                 | 1. kör         | Katie Boulter      | 2. kör         | Iga Świątek     |
| 2024       | 1. kör          | Magdalena Fręch   | 1. kör         | Jasmine Paolini   | 2. kör         | Marta Kosztyuk     | 1. kör         | Sibahara Ena    |
| 2025       | 1. kör          | Anna Blinkova     | 1. kör         | Madison Keys      | Selejtező (Q1) | Selejtező (Q1)     |                |                 |

## Év végi világranglista-helyezései
| Év     | 2010 | 2011 | 2012 | 2013 | 2014 | 2015 | 2016 | 2017 | 2018 | 2019 | 2020 | 2021 | 2022 | 2023 | 2024 |
| Egyéni | 515. | 383. | 215. | 144. | 233. | 36.  | 25.  | 25.  | 38.  | 237. | 447. | 419. | 53.  | 206. | 120. |
| Páros  |      | 833. | 477. | 537. | 398. | 173. | 90.  | 55.  | 118. | 148. | –    | 564. | 153. | 168. | 229. |

## Díjai, elismerései
- Newcombe Medal – a legjobb női egyéni teniszezőnek (2016, 2017)[3]